# Vila Nova de Oliveirinha
Vila Nova de Oliveirinha é uma povoação portuguesa do Município de Tábua que foi sede da extinta Freguesia de Vila Nova de Oliveirinha, freguesia que tinha 4,40 km² de área e 293 habitantes (2011), e, por isso, uma densidade populacional de 66,6 hab/km².

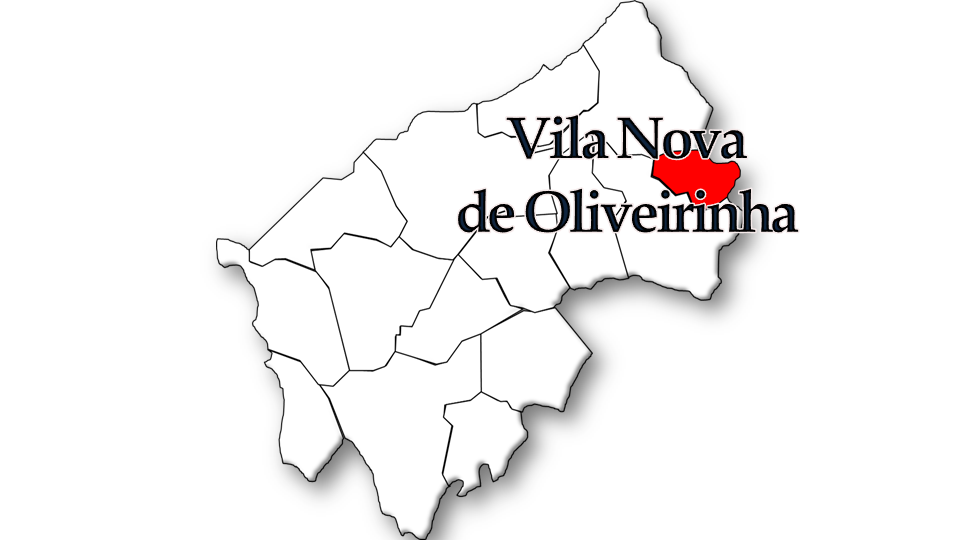
Localização no Município de Tábua

Em 2013, no âmbito da reforma administrativa, a Freguesia de Nova de Oliveirinha foi agregada à Freguesia de Covas, criando-se a União de Freguesias de Covas e Vila Nova de Oliveirinha.
Vila Nova de Oliveirinha foi vila e sede de concelho até ao início do século XIX, quando foi anexado ao extinto concelho de Midões. O concelho era constituído apenas pela freguesia da sede e tinha, em 1801, 338 habitantes. No século XVIII, era conhecida como Oliveirinha do Prado. Voltou a obter a categoria de vila por um decreto de 18 de Janeiro de 1906. Designou-se Oliveirinha até 1936. 

## População
| População da freguesia de Vila Nova de Oliveirinha | População da freguesia de Vila Nova de Oliveirinha | População da freguesia de Vila Nova de Oliveirinha | População da freguesia de Vila Nova de Oliveirinha | População da freguesia de Vila Nova de Oliveirinha | População da freguesia de Vila Nova de Oliveirinha | População da freguesia de Vila Nova de Oliveirinha | População da freguesia de Vila Nova de Oliveirinha | População da freguesia de Vila Nova de Oliveirinha | População da freguesia de Vila Nova de Oliveirinha | População da freguesia de Vila Nova de Oliveirinha | População da freguesia de Vila Nova de Oliveirinha | População da freguesia de Vila Nova de Oliveirinha | População da freguesia de Vila Nova de Oliveirinha | População da freguesia de Vila Nova de Oliveirinha |
| -------------------------------------------------- | -------------------------------------------------- | -------------------------------------------------- | -------------------------------------------------- | -------------------------------------------------- | -------------------------------------------------- | -------------------------------------------------- | -------------------------------------------------- | -------------------------------------------------- | -------------------------------------------------- | -------------------------------------------------- | -------------------------------------------------- | -------------------------------------------------- | -------------------------------------------------- | -------------------------------------------------- |
| 1864                                               | 1878                                               | 1890                                               | 1900                                               | 1911                                               | 1920                                               | 1930                                               | 1940                                               | 1950                                               | 1960                                               | 1970                                               | 1981                                               | 1991                                               | 2001                                               | 2011                                               |
| 469                                                | 534                                                | 477                                                | 487                                                | 541                                                | 473                                                | 407                                                | 451                                                | 407                                                | 408                                                | 281                                                | 398                                                | 380                                                | 338                                                | 293                                                |

## Património
- Igreja de São Miguel (matriz)
- Capelas da Senhora do Loreto e do São João
- Casa de D. Felismina
- Dólmen